# Lycaena infuscata
Lycaena infuscata är en fjärilsart som beskrevs av Tutt 1906. Lycaena infuscata ingår i släktet Lycaena och familjen juvelvingar. Inga underarter finns listade i Catalogue of Life.